# Robert Webb
Pour les articles homonymes, voir Webb.
Robert Webb, né le 29 septembre 1972, est un humoriste, acteur et écrivain britannique, membre du duo comique Mitchell and Webb aux côtés de David Mitchell. Tous deux jouaient dans le programme de Channel 4 Peep Show et That Mitchell and Webb Look.

## Biographie

### Enfance
Né à Boston, Robert Patrick Webb a grandi à Woodhall Spa près de Horncastle. Ses parents divorcèrent quand il a eu 5 ans, et sa mère s'est remariée environ un an après. Il a deux frères plus âgés et une demi-sœur, plus jeune. Il est allé à l'école à la Queen Elizabeth's Grammar School de Horncastle. Il a grandi en regardant The Young Ones et Blackadder, il fut intéressé par la comédie et la poésie alors qu'il était à l'école et commença à écrier des parodies. Alors que Webb se trouvait en première année des « sixth form » à préparer ses A-level, sa mère est morte d'un cancer du sein et il déménagea chez son père. Il dut repasser ses A-level.
À 20 ans, Webb entra au Robinson College de l'université de Cambridge, où il étudia l'anglais et devint vice-président des Footlights. Webb et Mitchell se rencontrèrent à une audition pour une production de Cendrillon par les Footlights en 1993.

### Carrière

#### Mitchell et Webb
Le duo a préparé son premier projet, Innocent Millions Dead or Dying - A Wry Look at the Post-Apocalyptic Age (With Songs), en janvier 1995, une émission à propos de la Première Guerre mondiale,. Webb le décrivit par la suite comme « horrible ».
Le duo eut ensuite l'opportunité d'écrire pour Alexander Armstrong et Ben Miller et pour la saison deux de Big Train. Après quelques petits travaux pour le The Jack Docherty Show et Comedy Nation, leur première apparition comme acteur de télévision eut lieu en dans l'émission de sketch de la BBC Bruiser, qu'ils ont écrit et dans laquelle ils jouaient.
En 2001, le duo fut invité à écrire une émission de sketchs pour eux-mêmes, titrée The Mitchell and Webb Situation, qui a duré six épisodes et qui fut diffusée sur l'ancienne chaîne Play UK. Le projet suivant de Mitchell et Webb a débuté en 2003, avec les premiers rôles dans le Peep Show, de Channel 4, dans le rôle des colocataires Mark Corrigan et Jeremy « Jez » Usbourne. Le duo reçut, en 2007, le prix de la Royal Television Society Adans la catégorie « Comedy Performance » et furent également nommé dans la catégorie « Best Television Comedy Actor » lors des British Comedy Awards de 2006 Webb was nominated for the Best Television Comedy Actor award again, this time without Mitchell, in 2009. Le Peep Show a duré neuf saisons, en faisant la plus longue sitcom de Channel 4.
Après le succès du Peep Show, Mitchell et Webb recommencèrent à faire des sketchs pour BBC Radio 4 dans That Mitchell and Webb Sound, qui a duré quatre saisons. L'émission fut adapté à la télévision et devint That Mitchell and Webb Look, que le producteur Gareth Edwards décrivit comme « l'émission la plus courte qu'il n'a jamais écrit ». Vers la fin de 2006, le duo fit sa première tournée avec un spectacle appelé The Two Faces of Mitchell and Webb. Le tour fut critiqué comme étant simplement une « succession de scènes peu liées entre elles » par Brian Logan, du Guardian, et obtint une note de deux étoiles.
That Mitchell and Webb Look leur permit de gagner le BAFTA de Meilleures programmes comiques en 2007 et ils furent nommés à nouveau dans cette catégorie en 2009. Ils furent nommés pour deux British Comedy Awards en 2006 : le Britain's Best New TV Comedy et le Highland Spring People's Choice. Leur tournée sur scène, The Two Faces of Mitchell and Webb, fut nommé au British Comedy Award dans la catégorie Best Stage Comedy, et That Mitchell and Webb Sound remporta un Sony Silver Award.
Leur premier film, Magicians sortit le 18 mai 2007. Il a été dirigé par Andrew O'Connor et écrit par Jesse Armstrong et Sam Bain. Webb joua le rôle d'un magicien nommé Karl.
Ils écrivirent et tournèrent Playing Shop, un pilote comique destiné à BBC2 à propos de deux hommes qui gèrent une affaire depuis leurs cabanes. Bien que les commanditaires de la BBC l'apprécièrent, Mitchell et Webb abandonnèrent le projet eux-mêmes, car ils estimaient que cela était trop proche du Peep Show. Un nouveau pilote fut commandé, mais le projet fut également mis de côté.
En 2007, le duo est apparu sur la version britannique de la publicité d'Apple Inc. « Get a Mac », dans laquelle Mitchell jouait PC. La publicité reçut beaucoup de critiques. Dans The Guardian, Charlie Brooker dit qu'utiliser Mitchell et Webb dans les publicités était un choix curieux. Il compara les personnages de PC et Mac dans la publicité à ceux de Mark et Jeremy dans le Peep Show, ajoutant que « quand vous voyez la publicité, vous pensez « les PC sont un peu nuls pourtant à la fin agréable, tandis que les Mac sont juste des branleurs suffisant et lisse » ». Le The British Sitcom Guide les critiqua également pour « avoir vendu leurs âmes ». Un journaliste dit de la publicité qu'elle était « pire que pas drôle » et accusa Mitchell et Webb de trahison pour avoir participé aux travaux d'une entreprise. Dans un entretien accordé au The Telegraph, Robert Webb répondit aux critiques du duo, déclarant que « quand quelqu'un demande : « Voulez-vous faire quelques publicités drôles pendant pas beaucoup de jours dans l'année et être payé plus que vous ne le seriez pour une saison entière du Peep Show ? » la réponse est évidemment « Oui, bien sûr » ». Dans le même entretien, Mitchell déclara : « Je ne vois pas ce qui est incohérent moralement dans le fait qu'un comédien face une publicité. Il est ok de vendre des ordinateurs, n'est-ce pas ? À moins que vous pensiez que le capitalisme est le diable – ce qui n'est pas mon cas. Ce n'est pas comme si nous aidions à vendre une machine tuant des bébés ».

#### Travail solo
Webb est apparu dans deux saisons de la sitcom de BBC Three, The Smoking Room (2004), et dans l'émission de Radio 4 Concrete Cow. En 2005, il est apparu dans la sitcom Blessed de Ben Elton sur BBC One où il donnait la réplique à Ardal O'Hanlon.
Lui et Olivia Colman ont aussi joué un couple naturiste dans Confetti, un film à propos d'une compétition sur le mariage le plus original. Webb a par la suite déclaré qu'il pensait que ses organes génitaux seraient pixelisés mais qu'il a découvert en regardant le film qu'ils ne l'avaient pas été,. En 2008, Webb a débuté sur la scène de West End dans la première britannique de Fat Pig de Neil LaBute.
Webb a gagné la saison de 2009 de Let's Dance pour l'organisation caritative de Comic Relief, en parodiant la séquence d'audition du film Flashdance. Il narra la série Young, Dumb and Living Off Mum. Il a présenté une émissions sur Channel 4 en 2010, revenant sur les informations hebdomadaires en ligne, Robert's Web.
Il est apparu dans plusieurs panel shows, dont The Bubble, Have I Got News For You, Never Mind the Buzzcocks et QI. En janvier 2011, Webb est apparu dans la version pour célébrités de Mastermind, répondant correctement à neuf questions sur le sujet dont il était spécialiste (les romans de Ian McEwan) et à 11 correctement lors du tour sur la culture générale. En 2011, Webb a joué Dan, un conférencier en géologie, dans la série de Channel 4 Fresh Meat. Plus tard la même année, il fit partie du casting de The Bleak Old Shop of Stuff, une parodie des travaux de Charles Dickens. Depuis 2011, Webb remplace Rufus Hound comme capitaine d'équipe dans le panel show de la BBC Argumental.
Webb fut également narrateur de la série de Channel 5 10 Things I Hate About, qui débuta le 16 avril 2012. Dans chaque épisode, Webb présentait son opinion sur un des mauvais aspects d'une année particulière (1995, 1990, 1987, et 1999).
En 2011, Webb présenta « Groundbreaking Gags » sur BBC Three, dans laquelle il regardait les gags, dont ceux qui ont fait connaître la série Family Guy.
En décembre 2012, Webb fit des publicités pour comparethemarket.com, en jouant le fondateur Maurice Wigglethorpe-Throom.